# Tropidocephala hamadryas
Tropidocephala hamadryas är en insektsart som beskrevs av George Willis Kirkaldy 1907. Tropidocephala hamadryas ingår i släktet Tropidocephala och familjen sporrstritar. Inga underarter finns listade i Catalogue of Life.